# Анжеро-Суџенск
Анжеро-Суџенск (рус. Анже́ро-Су́дженск) град је у Русији у Кемеровској области у Русији. Град је настао спајањем ова два насеља. Налази се на северу административне области Камерово и источно од реке Том. Кроз град пролази Транссибирска железница. Према попису становништва из 2010. у граду је живело 76.669 становника.
Налази се у Кузњецком басену. Према попису становништва из 2010. у граду је живело 76646 становника.

## Становништво
Према прелиминарним подацима са пописа, у граду је 2010. живело 76.669 становника, 9.811 (11,34%) мање него 2002.
| 1939.  | 1959.   | 1970.   | 1979.   | 1989.   | 2002.  | 2010.  |
| ------ | ------- | ------- | ------- | ------- | ------ | ------ |
| 69.008 | 115.628 | 106.165 | 105.114 | 107.951 | 86.480 | 76.646 |